# ベビーリトミック
ベビーリトミックとは、『0歳児の無限の可能性を育てる』、『母親が笑顔で子育てをする』を目的としてつくられた、0歳児に最適な音感幼児教育カリキュラムである。
生まれたばかりの0歳児にできることは限られている中、0歳児が反応する大切な要素「音」と「触れる」がリトミックレッスンにあることに、着目したことによる。
「音」とは、『心地よい音楽』と、もう一つは、『声』と考え、そしてその『声』とは、お母様の声と指導者の声である。
それらの心地よい「音」が効果的なタイミングで構成され、母親と触れ合いながら行なうのがベビーリトミックである。

## 効用
0歳児のうちから、0歳児に適した良い刺激をバランスよくたくさん与えることにより、子どもの持つ無限の可能性を伸ばすことができる。それには、耳から入る音楽や、触れ合ってコミュニケーションをとることが、0歳児にとって最適な刺激である。
またベビーリトミックは、出産直後の母親が精神的に安定して子育てできることにも繋がる、よい母子の環境づくりができる。そして、それが赤ちゃんにとっても一番良い状態をつくることとなる。

## 関連団体
rito-pure（リトピュア）、代表矢島久美子が務める団体。0歳からの幼児教育を提唱し、ベビーリトミック、キッズリトミックの普及活動および、子どもの心をつかむリトミック指導者育成活動を行なっている。
親子リトミック教室（千葉、神奈川）と、全国どこからでも学べる『ママとリトミック通信レッスン』を行なっている。